# Sor Herminia Sánchez
Sor Herminia Sánchez (Santiago, Chile, 27 de febrero de 1876 - Punta Arenas, Chile, 28 de junio de 1958) fue una religiosa chilena, que trabajó como una de las primeras profesoras del Instituto de las Hijas de María Auxiliadora en la Patagonia. 
Es autora de los Apuntes de la Misión Dawson, que es uno de los testimonios históricos más relevantes respecto de la evangelización de la Patagonia.

## Familia y primeros años
Herminia Sánchez nació el 27 de febrero de 1876, en Santiago, Chile, del matrimonio entre el industrial chileno Dionisio Sánchez Medina y su primera mujer Carlota Galaz. Sobre ellos se destacó que la “familia verdaderamente cristiana en la que creció Herminia fue para ella un estímulo a la coherencia y la generosidad”.
El bautismo de Herminia fue celebrado el 12 de marzo de ese mismo año en la parroquia de San Isidro, que está ubicada en Santiago, en la esquina de Santa Victoria con San Isidro, por quien entonces era cura rector de dicha iglesia, Miguel Ángel Ortega.
Poco tiempo después, la familia Sánchez se instaló en el Barrio El Llano Subercaseaux, donde Dionisio construirá lo que entonces se llamaba una casa quinta, en un terreno ubicado en la antigua Avenida de San Miguel, en la cuadra que está rodeada por la actual calle Alcalde Pedro Alarcón y las calles María Auxiliadora, Chiloé y Don Bosco. La casa de Herminia ya no existe. Toda esa zona ahora está siendo empleada para levantar edificios. 
La familia Sánchez fue un reflejo de su época y, aunque a todos los hijos Sánchez los acompañará una profunda fe, solamente Rita y Herminia abrazarán los hábitos. Como era normal en esos años, todos los hijos de Dionisio Sánchez Medina recibieron clases de música, las niñas destacarán en el piano y, tal como recuerdan en su obituario, Herminia hasta el final era una buena pianista. Esto le permitió ser más adelante profesora de música. 
El padre de Herminia, Dionisio Sánchez Medina, era en ese entonces feligrés de la iglesia de Miguel León Prado. La cercanía de la familia Sánchez con León Prado queda en evidencia en el hecho de que el párroco le vendió su casa en la calle de Don Bosco al padre de Herminia, curiosamente, en dos ocasiones. La primera compraventa de 1901 fue “cancelada” por las partes, mientras que la segunda, suscrita el año 1913, quedó firme. La importancia del vínculo de la familia de Herminia con Miguel León Prado en esta historia no es menor, porque fue él quien trajo a San Miguel a las Hijas de María Auxiliadora a principios de 1893, cuando Herminia tenía solo 17 años.  
Así, el 16 de enero de 1893 llegan a San Miguel las Hijas de María Auxiliadora, por iniciativa de Miguel León Prado. Una vez que están en la parroquia “se cantó un solemne Te Deum de en acción de gracias, y después, a los acordes de música, se elevaron unos cuantos globos y se quemaron unos lucidos fuegos artificiales, tal vez los más hermosos que se han hecho en Chile, también con inscripciones encomiásticas a las hijas de María Auxiliadora”.
También es importante León Prado para la historia política y social de la comuna de San Miguel, en lo que están de acuerdo plumas contemporáneas, tanto amigas como enemigas. Entre los detractores del párroco, Fernando Alessandri dijo que en San Miguel “intervenía en todas las elecciones a cara descubierta, Allí sólo votaban los que el admitía y siempre se las ingeniaba para sacar adelante al candidato conservador”. Entre los aliados, al menos en la fe, Ramón Subercaseaux indicó que “ejercía en toda esa comarca un poder casi absoluto, no sólo en lo espiritual, sino también en lo social y administrativo. Por una generación entera fue «Don Miguelito».
La biografía de Herminia da luces de la participación de León Prado en la vida de la familia Sánchez. Al respecto, se indica que “la guía espiritual de su incansable párroco, mons. Miguel León Pérez [sic, debería decir Prado], sólo aumentó la voluntad en su corazón de entregarse a Dios para la salvación de las almas. El digno párroco quiso la presencia de las FMA en la capital chilena; hasta entonces su acción se desarrolló sólo en Punta Arenas y en la misión de la Isla Dawson, entre los indios muy pobres de las tierras de Magallanes”.
Tras eso agrega la mencionada biografía que León Prado “invitó a mons. Giuseppe Fagnano (José Fagnano), Prefecto Apostólico de la Patagonia Austral, a Santiago, para acordar con él la fundación de una obra FMA en su parroquia. Fue en esa ocasión que Herminia tuvo una conversación con el ardiente hijo de Don Bosco y decidió dejarlo todo por entrar al Instituto y ser misionera en las tierras del sur de su patria”.
Respecto de la congregación a la que se unirá Herminia, es posible indicar que en 1893 habría iniciado sus actividades el Colegio María Auxiliadora en “una casa campestre en el sector del Club Hípico de Santiago”. A él ingresaría Herminia para recibir lo que, unos años después, sería propiamente una formación normalista  particular de profesores, pero que en ese momento carecía en Chile de una estructura clara.  
Sobre este último punto, parece necesario explicar que la educación no tenía la disposición actual, en la que existe una clara separación entre la educación secundaria y la educación superior. Por lo mismo, el Instituto Nacional dictaba verdaderos cursos de derecho  y la Universidad Católica impartía cursos de ingeniería a quienes hoy vemos casi como niños.
Hasta cierto punto, la educación recién se alejaba de la antigua formación mediante contratos de aprendizaje en talleres profesionales con miembros de los gremios. Esto es relevante para comprender el Informe de la Misión Dawson, que da cuenta del trabajo de los niños, que era parte del sistema de “el aprender haciendo” al que dio paso el traslado de la enseñanza desde el taller profesional hasta las escuelas de oficios.

## La labor de Herminia Sánchez en la Patagonia
Tras unirse a las Hijas de María Auxiliadora el resto de la vida de sor Herminia transcurrirá en distintos lugares de la Patagonia. Esta aventura parte cuando ella solo tía 17 años de edad, el 22 de diciembre de 1893, momento en el que arribó en Punta Arenas como postulante a la orden.
Al respecto, dice su biografía que Herminia “llegó a la casa pobre de Punta Arenas, dispuesta a todo sacrificio, sólo para ser portadora del Evangelio para sus compatriotas considerados los últimos de la sociedad y hasta entonces totalmente abandonados”. Continúa el mencionado texto diciendo que fue “admitida al postulantado y luego, en agosto del año siguiente, al noviciado; tuvo como guía durante su formación religiosa la heroica misionera Madre Ángela Vallese quien, en la casa de Punta Arenas fue superiora y formadora de las nuevas vocaciones”.
En 1897 Herminia se traslada a la Misión San Rafael de la Isla Dawson, donde, entre otras labores, comienza a enseñar costura. Al respecto, Giuseppe Fagnano informa a la congregación que sor Herminia Sánchez se ha hecho cargo de la sastrería “que es la única que proporciona lo necesario de costura en la Misión, tanto para los hombres como para las mujeres”.
Tras su paso por la Isla Dawson, ya en 1904 está haciendo clases en el Colegio María Auxiliadora de Punta Arenas, que también funcionaba como convento y noviciado.
En 1908 llega a Porvenir, lugar en el que ella y otras misioneras debían ocuparse “de la educación moral e intelectual de las niñas del lugar”. Indica la biografía de sor Herminia Sánchez que permaneció “unos años en Porvenir y, después de obtener buenos resultados con base en la obra, regresó a Punta Arenas, a la casa que lo tuvo acogió a jóvenes llenas de coraje misionero y que ahora podían disfrutemos de su experimentada y siempre generosa donación”. Sigue el relato expresando que pasó “sólo unos pocos años en esa universidad como profesora de escuela y música; luego se mudó a Río Gallegos, en Patagonia austral argentina, donde trabajó durante mucho tiempo en apostolado habitual del colegio”.
De los registros del Instituto de las Hijas de María Auxiliadora de Roma sabemos que también fue consejera en el orfanato Sagrada Familia de Punta Arenas entre 1927 y 1928. Pero la función a la que siempre volvió fue a la de profesora, cargo que ejerció tanto en el orfanato como en el Colegio María Auxiliadora de esa misma ciudad.
Los documentos de la herencia de su padre muestran que en 1931 residía en Puerto Gallegos. Su biografía señala que en aquella ciudad “encontró a muchos exalumnos afectuosos que la acogieron calurosamente con alegría. Allí sor Herminia continuó su labor durante siete años más. Trabajó como maestra y profesora de música. Los años pasaron, pero para hacer sentir su peso y debilitar su fuerza física”.
Desde 1946 figura como enferma en los registros de la congregación. A pesar de ello, solamente “se permitió un relativo descanso, porque, acostumbrada a no medir el esfuerzo, se prestó voluntariamente para reemplazar a maestros y asistentes, siempre listos para ayudarles. Enseñó catecismo a huérfanos y también, fuera de escuela, para hilar y tejer lana”.
En diciembre de 1952 Herminia le escribe a su hermano Alejandro desde Punta Arenas. Le dice que al llegar la navidad no puede sino recordar a la familia y le pide rezar junto a sus sobrinos, para que los actos de su padre sean ejemplo y enseñanza de la fe.
Finalmente, el sábado 28 de junio de 1958, a los 82 años, falleció sor Herminia Sánchez en el Asilo de la Sagrada Familia, dirigido por María Macchi. Su biografía cuenta que pasó sus últimos días afligida por una enfermedad breve, pero dolorosa, y “las monjas le dijeron que rezaban al Señor que le conceda paciencia y resignación, pero sor Herminia respondió: «Una monja no debe pedir resignación; lo que demando es un amor fuerte a Dios y mayor espíritu de sacrificio»”.
Poco antes la visitaron algunos de sus parientes, quienes recordaron en su obituario el amor que sentían por los indios y por las niñas pobres de Magallanes. Cuenta su obituario que tres años antes de su fallecimiento la condecoró la municipalidad aquella ciudad por su labor docente en Punta Arenas y en Puerto Natales.

## Algunas investigaciones que utilizan documentos escritos por Herminia Sánchez como fuente
Raul Entraigas (1947). Una flor entre hielos. Ed. Buenos Aires, Buenos Aires. Cita correspondencia de Herminia Sánchez.  
Simón Kuzmanich Buvinić (1987). Presencia salesiana 100 años en Chile. Editorial Salesiana, Santiago. Cita los Apuntes de la misión Dawson. Los describe como "una crónica de cinco años solamente, pero que en sus líneas escritas con la más simple naturalidad se encierra todo un poema de inmolación en una programación rutinaria" (p. 132).  
Fernando Aliaga Rojas (2000). La misión salesiana en Isla Dawson (1889-1811). Ed. Don Bosco, Santiago. Cita los Apuntes de la misión Dawson.  
Nelia E. Fonseca (2014). “Servid al señor con alegría” música en la Misión San Rafael Arcángel (1889-1911), Magallania (Chile), 2014. Vol. 42(2):23-39. Cita correspondencia de Herminia Sánchez de Herminia Sánchez. 
José Luis Alonso Marchante (2019). Selk'nam: Genocidio y resistencia. Catalonia, Barcelona. Cita el Informe de la Misión Dawson. 
Rodrigo González Vivar (2022). Salesianos: asentamiento y tránsito binacional en el archipiélago fueguino, en María Valeria Álvarez, Juan Ramón Vilaboa y Silvina López Rivera (compilación) Estudios del extremo austral del continente, LibroLab ARTAI, Buenos Aires. Cita el Informe de la Misión Dawson.
Rodrigo González Vivar (2022). Huellas fueguinas en el estrecho de Magallanes: ¿a quién pertenecen?. En Menard, Andre y Aguilera, Óscar (ed.) Magallanes 1520-2020: historias, pueblos, imégenes. Social Ediciones, Santiago.